# Benedikt (ime)
Benedikt je moško osebno ime.

## Izvor imena
Ime Benedikt izhaja iz latinskega imena Benedictus, le to ime pa razlagajo iz besede benedictus v pomenu »blagoslovljen«, ki je deležnik glagola benidicere »lepo, spodobno govoriti, hvaliti; blagoslavljati«.

## Različice imena
- moške različice imena: Benedikto, Beneto, Beni, Benito, Beno
- ženske različice imena: Benedikta

## Tujejezične različice imena
- pri Angležih: Benedict, Bennet
- pri Čehih: Benedikt
- pri Francozih: Benoît
- pri Italijanih: Benedetto
- pri Madžari: Benedek
- pri Nemcih: Benedikt
- pri Poljakih: Benedykt
- pri Rusih: Benedikt,  Venedikt
- pri Slovakih: Beňadik
- pri Srbih: Benedikt
- pri Špancih: Benito

## Pogostost imena
Po podatkih Statističnega urada Republike Slovenije je bilo na dan 31. decembra 2007 v Sloveniji število moških oseb z imenom Benedikt: 84.

## Osebni praznik
V našem koledarju z izborom svetniških imen, udomačenih med Slovenci in njihovimi godovnimi dnevi po novem bogoslužnem koledarju je ime Benedikt zapisano 5 krat. Pregled godovnih dni v katerih poleg Benedikta godujejo še osebe katerih imena nastopajo kot različice navedenih imen.
- 12. januar, Benedikt Biscop, škof († 12. jan. 690)
- 12. februar, Benedikt Anianski, opat († 12. feb. 821)
- 4. april, Benedikt Niger, redovnik († 4. apr. 1589)
- 16. april, Benedikt Labre , spokornik († 16. apr. 1783)
- 11. julij, Benedikt, opat († 11. jul. 547)

## Iz imena nastali priimki
Iz imena Benedikt so nastali priimki: Benedek, benedetič, Benedičič, Benedik, Benedikt, Benko, Benkovič, Benčič, Benčina, Bede in drugi.

## Zanimivosti
- Benedikt je ime več svetnikov. Najbolj znan je Benedikt opat samostana benediktinskega reda  v Monte Cassinu. Je ustanovitelj benediktinskega reda,  imenovan tudi oče zahodnega meništva. Umrl je 21. marca 547, njegov god pa so prestavili na 21. julij. Velja za zavetnika Evrope, ter kotlarjev, šolarjev, umirajočih, ter proti vnetju, mrzlici, ledvičnim kamnom in zastrupitvi.
- V Sloveniji je 12 cerkva sv. Benedikta. Po cerkvi se imenuje tudi nasele Benedikt v Slovenskih goricah, ljudsko Benedikt.
- V zvezi s sv. Benediktom sta poleg besed benediktinec in benediktinka tudi izraza Benediktova voda in Benediktova mast. Benediktova voda je juha, ki se je v njej na pustni torek kuhala svinjska glava. Benediktova mast pa je maščoba s te juhe.
- God sv. Benedikta ali Benedíktovo je bil nekoč na prvi pomladni dan, zato so rekli, da sv. Benedikt »zemljo odklene«: do tega dne trava nič ne raste, po tem dnevu pa raste, čeprav bi jo nazaj tlačil.